# Batalha de Princeton
A Batalha de Princeton (3 de janeiro de 1777) foi uma batalha em que as forças do exército revolucionário americano comandados pelo General George Washington derrotaram as tropas inglesas perto de Princeton, Nova Jérsei.
Na noite de 2 de janeiro de 1777, George Washington, Comandante-em-Chefe do Exército Continental, repeliu um ataque britânico durante a batalha de Assunpink Creek em Trenton. Naquela noite, ele recuou, circulou o exército do General Lord Cornwallis e foi atacar a guarnição inglesa em Princeton. O General-de-Brigada Hugh Mercer, do Exército Continental, se encontrou com dois regimentos comandados pelo Tenente-Coronel Charles Mawhood do Exército Britânico. Mercer e suas tropas foram superadas facilmente e Washington mandou a milícia sob comando do General John Cadwalader para ajudá-lo. A milícia, ao ver os homens de Mercer batendo em retirada, também fugiram. Washington buscou reforços e reagrupou os milicianos. Ele então liderou o ataque contra as tropas de Mawhood, fazendo-os recuar. Mawhood deu a ordem de retirada e a maioria de seus soldados tentaram se reunir com Cornwallis em Trenton.
Em Princeton, o General John Sullivan forçou algumas tropas britânicas que estavam refugiadas em Nassau Hall a se render, encerrando a batalha. Depois do confronto, Washington levou seu exército até Morristown e com a terceira derrota em 10 dias, os britânicos evacuaram o sul de Nova Jérsei. Com a vitória em Princeton, o moral dos americanos subiu e mais homens começaram a se alistar para lutar. Esta batalha foi a última da campanha de inverno de Washington em Nova Jérsei.
O local da batalha é chamado Princeton Battlefield State Park.